# Judaisme conservador
El judaisme conservador o masortí (en hebreu: יהדות קונסרבטיבית) sorgeix a Alemanya a mitjan segle xix com una reacció al judaisme reformista, posicionant-se com una síntesi entre aquest últim i el judaisme ortodox. Al costat d'aquests dos, el judaisme conservador és una de les tres grans corrents religioses del judaisme. El judaisme conservador es va institucionalitzar en els Estats Units Al voltant del 1900.
El conservadorisme postula la devoció a la tradició i a la llei jueva (masóret i halacà), amb un acostament obert i positiu al món modern, la democràcia i el sionisme.
Els principis del judaisme conservador inclouen:
- La "dedicació a l'halacà... [com una] guia per a les nostres vides".
- Un ensenyament no fonamentalista dels principis de la fe judaica.
- Una actitud positiva cap a la cultura moderna.
- Una acceptació tant dels mètodes tradicionals-rabínics com dels acadèmics i crítics en el que a l'estudi dels textos religiosos del judaisme es refereix.

El judaisme conservador té els seus orígens a l'escola coneguda com el positivisme històric judaic, desenvolupada el 1850 com una reacció a les posicions més liberals adoptades pel judaisme reformista. El terme conservador denotava la intenció del corrent conservadora de conservar la tradició, en lloc de reformar-la o abandonar-la. L'ús d'aquest terme està totalment desproveït de les seves connotacions polítiques.
Per evitar les confusions a les quals el terme convida, alguns dels seus rabins als Estats Units i proposen utilitzar el terme Masortí, denominació que ha estat adoptada per les divisions israeliana i mundial del moviment conservador. La paraula masortí en hebreu significa tradicional.